# 狭窄
狭窄（きょうさく、英語: stenosis。古代ギリシア語の「στενός」が起源、意味は「narrow、狭い」）とは、血管や、その他の管状の器官や構造物（孔や管など）が異常に狭くなることである。また、stricture（urethral stricture;尿道狭窄のように）と呼ばれることもある。
日本語では同じ狭窄になるが、Strictureは、通常、平滑筋の収縮によって内腔が狭くなる場合（アカラシアや冠攣縮性狭心症など）に用いられ、stenosisは通常、内腔の空間を減少させる病変（アテローム性動脈硬化など）によって狭窄が引き起こされる場合に用いられる。
coarctationという単語も同じ意味で、一般的には「大動脈縮窄（aortic coarctation）」を指す場合でのみ用いられることが多い。
再狭窄とは、手術後に狭窄が再発することである。

## 種類
狭窄によって引き起こされる病態は、影響を受ける構造物によって異なる。

### 血管狭窄による疾患・病態
血管狭窄病変の例としては、以下のようなものがある：
- 間欠性跛行（末梢動脈の狭窄）
- 狭心症（虚血性心疾患）
- 脳卒中や一過性脳虚血発作を引き起こしやすい頸動脈狭窄症[9]。
- 腎動脈狭窄（英語版）

### 弁膜症
心臓の弁の狭窄は次の通り：
- 肺動脈弁狭窄症：肺動脈弁が肥大化し、狭窄を引き起こす。
- 僧帽弁狭窄症：（左心の）僧帽弁が肥厚して狭窄を起こす。
- 三尖弁狭窄症：（右心の）三尖弁が肥厚して狭窄を起こす。
- 大動脈弁狭窄症：大動脈弁が肥大化し、狭窄を引き起こす。

### その他の狭窄
その他の身体構造/器官の狭窄は、以下の通り：
- 肥厚性幽門狭窄症（胃の排出障害）
- 頸部（英語版）、胸部、または腰部脊柱管狭窄症
- 声門下狭窄（英語版）（Subglottic stenosis；SGS）
- 気管狭窄（英語版）
- 閉塞性黄疸（胆道狭窄症）
- 腸閉塞症
- 包茎
- 中脳水道狭窄（英語版）による非交通性水頭症（英語版）
- ばね指（狭窄性腱鞘炎）
- アテローム性動脈硬化症
- 食道狭窄（英語版）
- アカラシア
- 冠攣縮性狭心症
- 膣狭窄症（英語版）
- 外尿道口狭窄（英語版）

## リスクファクター
- アルコール
- 動脈硬化 - 動脈の狭窄性病変に繋がる。
- 先天性疾患
- 石灰化
- 糖尿病
- ヘッドバンギング - デイヴ・ムステインの症例
- 医原病 - 例えば、放射線治療による二次性のもの
- 感染症
- 炎症
- 虚血
- 新生物 - このような場合、狭窄に対してもしばしば「悪性」または「良性」と表現されるが、この属性は実際には新生物そのものを指している。
- 喫煙
- 尿管
- 尿道

### その他
- 生理的狭窄部位（身体的な狭窄部位）
- 結石

## 診断
血管での狭窄は、狭窄した血管内を流れる血液の乱流に起因する異常音を伴うことが多い。この音は聴診器で聴くことができるが、一般的には何らかの医療用画像でもって確定診断が行われる。